# Provinsen Rom
Provinsen Rom (italiensk: Provincia di Roma) er en italiensk provins som omtrent dækker metropolområdet i Lazio-regionen. Provinsen har et areal på 5.352 km² og et indbyggertal på 4.053.779 (pr. 2007) i 121 kommuner. Provinsens forvaltningssæde ligger i Rom.

## Største kommuner
| Kommune             | Befolkningstal |
| ------------------- | -------------- |
| Rom                 | 2.714.932      |
| Guidonia Montecelio | 74.511         |
| Fiumicino           | 58.394         |
| Civitavecchia       | 50.985         |
| Tivoli              | 50.951         |
| Velletri            | 50.592         |
| Anzio               | 47.784         |
| Pomezia             | 47.465         |
| Nettuno             | 41.398         |
| Ciampino            | 37.933         |
| Marino              | 37.424         |
| Albano Laziale      | 36.778         |
| Monterotondo        | 36.647         |
| Ladispoli           | 35.323         |
| Ardea               | 34.625         |
| Cerveteri           | 32.456         |
| Fonte Nuova         | 24.950         |
| Genzano di Roma     | 22.607         |
| Colleferro          | 21.614         |
| Frascati            | 20.311         |
| Grottaferrata       | 19.849         |
| Mentana             | 18.623         |
| Palestrina          | 18.175         |
| Ariccia             | 18.062         |
| Anguillara Sabazia  | 16.624         |
| Santa Marinella     | 16.531         |
| Bracciano           | 15.785         |

## Kommuner
- Affile
- Agosta
- Albano Laziale
- Allumiere
- Anguillara Sabazia
- Anticoli Corrado
- Anzio
- Arcinazzo Romano
- Ardea
- Ariccia
- Arsoli
- Artena
- Bellegra
- Bracciano
- Camerata Nuova
- Campagnano di Roma
- Canale Monterano
- Canterano
- Capena
- Capranica Prenestina
- Carpineto Romano
- Casape
- Castel Gandolfo
- Castel Madama
- Castel San Pietro Romano
- Castelnuovo di Porto
- Cave
- Cerreto Laziale
- Cervara di Roma
- Cerveteri
- Ciampino
- Ciciliano
- Cineto Romano
- Civitavecchia
- Civitella San Paolo
- Colleferro
- Colonna
- Fiano Romano
- Filacciano
- Fiumicino
- Fonte Nuova
- Formello
- Frascati
- Gallicano nel Lazio
- Gavignano
- Genazzano
- Genzano di Roma
- Gerano
- Gorga
- Grottaferrata
- Guidonia Montecelio
- Jenne
- Labico
- Ladispoli
- Lanuvio
- Lariano
- Licenza
- Magliano Romano
- Mandela
- Manziana
- Marano Equo
- Marcellina
- Marino
- Mazzano Romano
- Mentana
- Monte Compatri
- Monte Porzio Catone
- Monteflavio
- Montelanico
- Montelibretti
- Monterotondo
- Montorio Romano
- Moricone
- Morlupo
- Nazzano
- Nemi
- Nerola
- Nettuno
- Olevano Romano
- Palestrina
- Palombara Sabina
- Percile
- Pisoniano
- Poli
- Pomezia
- Ponzano Romano
- Riano
- Rignano Flaminio
- Riofreddo
- Rocca Canterano
- Rocca Priora
- Rocca Santo Stefano
- Rocca di Cave
- Rocca di Papa
- Roccagiovine
- Roiate
- Rom
- Roviano
- Sacrofano
- Sambuci
- San Cesareo
- San Gregorio da Sassola
- San Polo dei Cavalieri
- San Vito Romano
- Sant'Angelo Romano
- Sant'Oreste
- Santa Marinella
- Saracinesco
- Segni
- Subiaco
- Tivoli
- Tolfa
- Torrita Tiberina
- Trevignano Romano
- Vallepietra
- Vallinfreda
- Valmontone
- Velletri
- Vicovaro
- Vivaro Romano
- Zagarolo